# 戦国遺文
戦国遺文（せんごくいぶん）は、東京堂出版から発行されている戦国時代の古文書を集めた史料集。

## 概要
杉山博・下山治久が後北条氏関係の古文書を集成する『小田原遺文』を編纂しようとしたことがきっかけで、『平安遺文』や『鎌倉遺文』のように戦国時代の古文書を集成する計画へ発展した。
1989年（平成元年）9月から「後北条氏編」が刊行されて完結、その後武田氏・今川氏・古河公方の各氏編及び房総編などの刊行が進められている。
2009年には初めて近畿地方の佐々木六角氏編が刊行された。
各大名家の当主・一門・家臣の発給文書を中心に年代順に収録し、必要に応じて棟札・奥書なども採録している。房総編のように香取神宮などの寺社文書を取り上げているものなど、その基準は編者によって異なる事例もあるが、戦国時代を扱う古文書の集成は、戦国時代・戦国大名研究に大きく貢献すると考えられている。その一方で現在の編纂が関東地方に偏っており、日本全国の文書の網羅・刊行の実現には長い時間がかかるとみられている。

## 内容

### 後北条氏編
1989年から1995年にかけて全6巻を刊行。編集は杉山博、下山治久。その後、1998年に佐脇栄智の校注による別巻（小田原衆所領役帳）、2000年に補遺編（鶴岡御造営日記、快元僧都記）を刊行。

### 武田氏編
2002年から2006年にかけて全6巻を刊行。補遺の刊行を予定している。編集は柴辻俊六・黒田基樹・丸島和洋。
長享元年（1487年）から天正10年（1582年）までの戦国期甲斐武田氏に関する文書4300点を収する。第6巻は年未詳文書や穴山勝千代文書、武田氏受給文書、補遺、人名・地名索引など。『山梨県史』資料編が家別・所蔵者別なのに対して、編年別で文書を配列している。
2007年には鴨川達夫により元亀2年（1571年）4月の武田氏による遠江侵攻は無かったとする新説が提示され、同年12月には柴裕之により追認された。遺文の編集では、この新説に基いて関係文書の年次比定の再検討を行っている。
（『武田氏研究』第45号、2012年）・（『武田氏研究』第50号、2014年）に、その後発見された文書を集成した補遺がまとめられている。

### 古河公方編
2006年に刊行。編集は佐藤博信。

### 佐々木六角氏編
2009年に刊行。編集は村井祐樹。

### 今川氏編
2010年-2015年に全5巻を刊行。編集は久保田昌希・大石泰史。

### 房総編
2010年-2012年に全4巻、2016年に補遺を刊行。下総千葉氏・上総武田氏・安房里見氏他の文書を収録。編集は佐藤博信・黒田基樹・滝川恒昭・盛本昌広。

### 瀬戸内水軍編
2012年に刊行。編集は村井祐樹・土居聡朋・山内治朋。

### 三好氏編
2013年-2015年に全3巻を刊行。編集は天野忠幸。

### 大内氏編
2016年-2019年に3巻まで刊行（全4巻）。編集は和田秀作。

### 下野編
2017年-2019年に全3巻を刊行。下野宇都宮氏・那須氏・小山氏・皆川氏などを扱う。編集は荒川善夫・新井敦史・佐々木倫朗。

### 真田氏編
2018年-2021年に4巻まで刊行。編集は黒田基樹・平山優・丸島和洋・山中さゆり・米澤愛。

### 土岐・斎藤氏編
2023年に1巻を刊行。編集は石川美咲・岩永紘和・木下聡・三宅唯美。